# Chris Bey
Chris Bey (né le 13 février 1996 à Alexandria dans l'état de Virginie) est un catcheur américain. Il travaille actuellement à la Total Nonstop Action Wrestling.

## Carrière

### World Wrestling Entertainment (2019-2020)
Bey fait ses débuts le 11 octobre à 205 Live, en tant que catcheur local, perdant contre Ariya Daivari.

### Impact Wrestling (2018-...)

#### X Division Champion et diverses rivalités (2018-2021)
Le 29 novembre 2018 à Impact, il fait ses débuts en perdant avec Mike Sydal face aux Rascalz (Dezmond Xavier et Zachary Wentz). Le 19 février 2020, après plusieurs apparitions à Impact, il signe officiellement un contrat avec la fédération.
Lors de Slammiversary 2020, il bat Willie Mack et remporte le Impact X Division Championship,. Le 18 août lors d'Emergence, il perd son titre au cours d'un triple threat match impliquant TJP et Rohit Raju au profit de ce dernier.
Lors de Bound for Glory 2020, il perd contre Rohit Raju dans un Scramble Match qui comprenaient également Trey Miguel, Jordynne Grace, TJP et Willie Mack et ne remporte pas le Impact X Division Championship.
Lors de Final Resolution, il perd contre Rich Swann et ne remporte pas le Impact World Championship.

#### Bullet Club (2021-...)
Lors de Slammiversary XIX, il perd contre Josh Alexander dans un Ultimate X match qui comprenait également Petey Williams, Trey Miguel, Ace Austin et Rohit Raju et ne remporte pas le Impact X Division Championship. Après le match, il retourne dans son vestiaire dans lequel il trouve sur sa chaise un T-Shirt du Bullet Club, laissant supposer une proposition pour rejoindre le clan. La semaine suivante, Jay White lui demande s'il avait accepté son offre de rejoindre le clan, bien que Bey ait initialement refusé, White lui dit de réfléchir à l'offre. Plus tard dans la soirée, il sauve White d'une attaque de The Good Brothers (Doc Gallows et Karl Anderson).
Lors de Bound for Glory (2021), lui et Hikuleo perdent contre The Good Brothers dans un Three-Way Tag Team Match qui comprenait également FinJuice et ne remportent pas les Impact World Tag Team Championship.

### New Japan Pro Wrestling (2020-...)
Le 2 novembre 2020, il est annoncé comme participant à la Super J-Cup de la New Japan Pro Wrestling,,. Le 12 décembre lors de la Super J-Cup, il bat Clark Connors lors du premier tour mais se fait éliminer par ACH lors du deuxième tour.

## Palmarès
- All Pro Wrestling / Gold Rush Pro Wrestling
  - Young Lions Cup (2017)

- Championship Wrestling from Hollywood
  - 1 fois UWN Tag Team Championship avec Suede Thompson

- Future Stars of Wrestling
  - 1 fois FSW Heavyweight Champion
  - 1 fois FSW Mecca Grand Champion (actuel)
  - 1 fois FSW No Limits Champion
  - 2 fois FSW Tag Team Champion avec Nino Black (1) et Suede Thompson (1)

- Maverick Pro Wrestling
  - 1 fois MPW Championship
  - 1 fois MPW Revolution Champion

- Total Nonstop Action Wrestling
  - 1 fois TNA X Division Champion
  - 3 fois TNA World Tag Team Champion avec Ace Austin (actuel)
  - One To Watch en 2021 (2020)

- The Wrestling Revolver
  - 1 fois PWR World Champion
  - 1 fois PWR World Tag Team Champion avec Ace Austin (actuel)

- Without a Cause
  - 1 fois WAC Champion

- Wrestlings Best of the West
  - 1 fois BOTW Champion

## Récompenses des magazines
- Pro Wrestling Illustrated

| Année | 2019 | 2020 | 2021 | 2022 | 2023 | 2024 |
| ----- | ---- | ---- | ---- | ---- | ---- | ---- |
| Rang  | 425  | 202  | 94   | 133  | 125  | 148  |